# Догерешть
Догерешть, Догерешті (рум. Dogărești) — село у повіті Алба в Румунії. Входить до складу комуни Бучум.
Село розташоване на відстані 308 км на північний захід від Бухареста, 40 км на північний захід від Алба-Юлії, 66 км на південний захід від Клуж-Напоки.

## Населення
За даними перепису населення 2002 року у селі проживали 15 осіб, усі — румуни. Усі жителі села рідною мовою назвали румунську.